# Actes de capitulació del Tercer Reich
L'Acta de la Capitulació del Tercer Reich (alemany: Bedingungslose Kapitulation der Wehrmacht) va ser el document legal que establí la capitulació del Tercer Reich, finalitzant així la II Guerra Mundial a Europa. Va ser signat pels representants de l'Oberkommando der Wehrmacht (OKW) i de la Força Expedicionària a Europa, conjuntament amb l'Alt Comandament soviètic, amb el representant francès signant com a testimoni el 7 de maig, i signat de nou pels representants dels tres serveis armats de l'OKW i la Força Expedicionària Aliada conjuntament amb l'Alt Comandament Suprem de l'Exèrcit Roig i amb els representants de França i dels Estats Units signant com a testimonis el 8 de maig de 1945.
La data ha passat a conèixer-se a l'oest com a Dia de la Victòria a Europa, mentre que als estats postsoviètics el Dia de la Victòria és el 9 de maig, car va ser signat quan ja havia passat la mitjanit segons l'horari de Moscou. A Alemanya és conegut com el "Dia de la Capitulació" (Tag der Kapitulation).
El document té 3 traduccions. Les versions en anglès i en rus són les considerades com les originals.

## Rerefons
Els preparatius del text del document de rendició començaren el 1944, a la Comissió Consultiva Europea (EAC – European Advisory Commission), formada pels representants estatudidencs, soviètics I britànics. El 3 de gener de 1944, el Comitè de Treball de Seguretat de la EAC proposà:

que la capitulació d'Alemanya ha de ser en un únic document de rendició incondicional.

El comitè a més suggerí que el document de rendició fos signat pels representants de l'Alt Comandament alemany. Les consideracions darrere aquest suggeriment eren per evitat la repetició de la llegenda del punyal per l'esquena, creat a Alemanya després de la derrota a la I Guerra Mundial, car l'acta de rendició de novembre de 1918 va ser signat pels representants del govern alemany i els cercles militars posteriorment afirmarien que l'Alt Comandament no era responsable de la derrota.
No tots es mostraren d'acord amb les previsions del Comitè veient el final de la guerra. El representant britànic a l'EAC, William Strang, afirmà que

És impossible preveure en quines circumstàncies se suspendran les hostilitats amb Alemanya. No podem dir, a més, quina mena de procediment serà el més adequat; ja sigui, per exemple, si trobarem millor tenir un armistici ple i detallat; o un armistici més curt conferint poders generals; o potser no hi haurà un armistici al final, sinó que hi haurà una sèrie de capitulacions locals fetes pels comandants enemics.

Els termes per la rendició d'Alemanya es discutiren en la primera reunió de l'EAC, el 14 de gener de 1944.
El 14 de març de 1945, l'EAC celebrà una reunió amb els representants de Txecoslovàquia, els Països Baixos, Bèlgica, Luxemburg, Noruega, Iugoslàvia i Grècia per la publicació del document de rendició. El govern txecoslovac proposà que el document hauria d'incloure un paràgraf contra l'adquisició de territoris per la força i hauria de fer menció a la responsabilitat de l'Estat Alemany sobre la guerra. Els governs de Bèlgica, els Països Baixos i Luxemburg, preocupats per les seves posicions com a les nacions Aliades menors, recomanaren que el document hauria d'incloure un reconeixement específic de la part que haurien de jugar els estats petits sobre el control d'Alemanya. El govern noruec demanà que el document inclogués una referència específica a la petició de rendició de les tropes alemanyes a Noruega. El govern iugoslau declarà la seva intenció d'abstenir-se de qualsevol recomanació específica fins que s'hagués arribat a un acord de govern d'unitat entre Josip Broz Tito i el Primer Ministre Ivan Šubašić. El govern grec demanà incloure al document una petició per totes les forces alemanyes que poguessin quedar al territori grec en el moment de la capitulació perquè rendissin el seu equipament al Reial Govern grec.

## La cerimònia de rendició

### La rendició a Reims

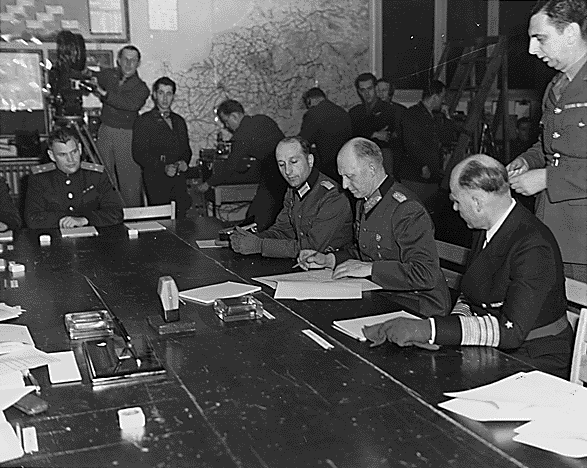
El General Alfred Jodl signant la capitulació a Reims.

Quan arribaren les notícies que Hitler havia decidit suïcidar-se en comptes de ser capturat, els caps de l'OKW, el Feldmarshall Keitel i el general General Alfred Jodl, decidiren esperar ordres del Reichsmarschall Hermann Göring, el qual, en absència de Hitler, era el màxim oficial de l'Alemanya Nazi. Però la junta militar va ser posteriorment informada que Göring havia estat rellevat dels seus càrrecs després del seu intent d'usurpar el poder, i el Großadmiral Karl Dönitz havia estat nomenat en lloc seu. Dönitz acordà rendir-se als Aliats. La primera acta de rendició va ser signada a la ciutat francesa de Reims, a les 02:41, CET el 7 de maig de 1945. La signatura va tenir lloc a una escola que serví com a seu del Quarter General Suprem Aliat de la Força Expedicionària (SHAEF). Havia de ser efectiu a les 23:01 CET de 8 de maig.
La rendició incondicional de les forces armades alemanyes va ser signada pel Generaloberst Alfred Jodl, en nom del Oberkommando der Wehrmacht (OKW) i com a representant del President del Reich, Karl Dönitz. El general estatunidenc Bedell Smith signà en nom dels Aliats Occidentals, el general Ivan Susloparov signà en nom dels soviètics; i el general de brigada francès François Sevez signà com a testimoni oficial.

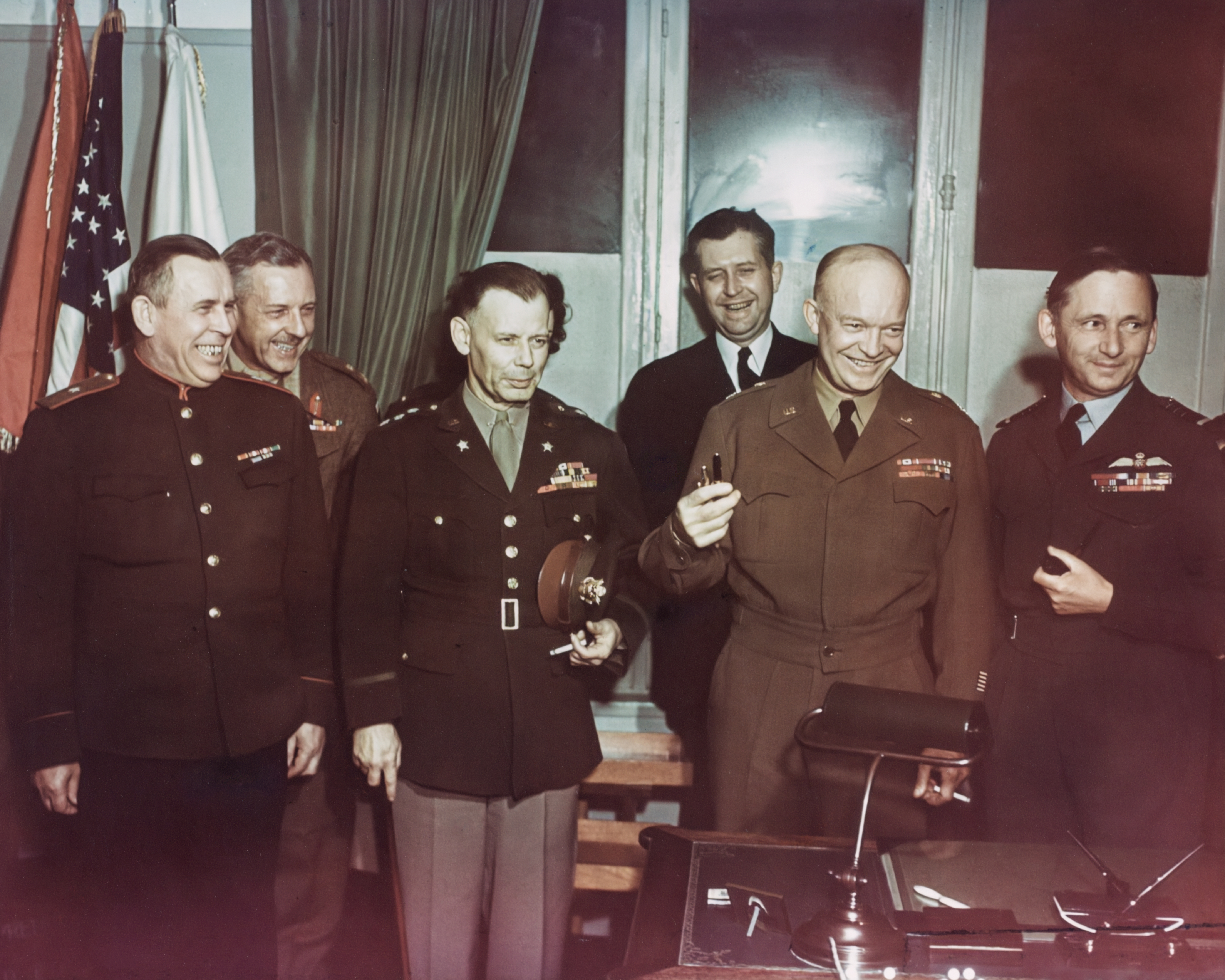
Els comandants aliats celebren la signatura de la rendició. D'esquerra a dreta: general Susloparov, tinent general Morgan, tinent general Bedell Smith, capità Summersby (ocult), Butcher, General Eisenhower i mariscal de l'aire Tedder
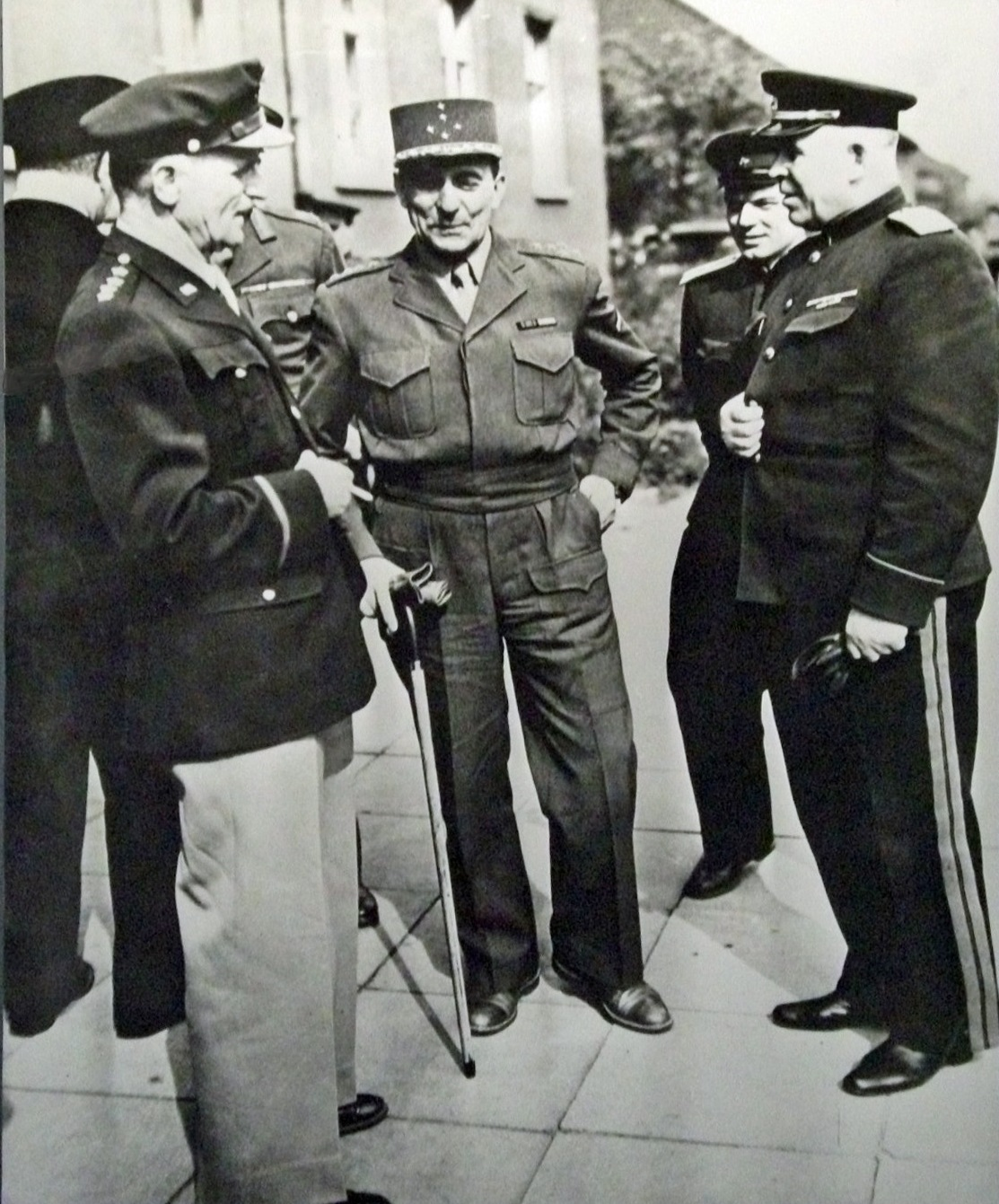
Walter Bedell Smith, Jean de Lattre de Tassigny i Ivan Susloparov davant la seu del SHAEF a Reims
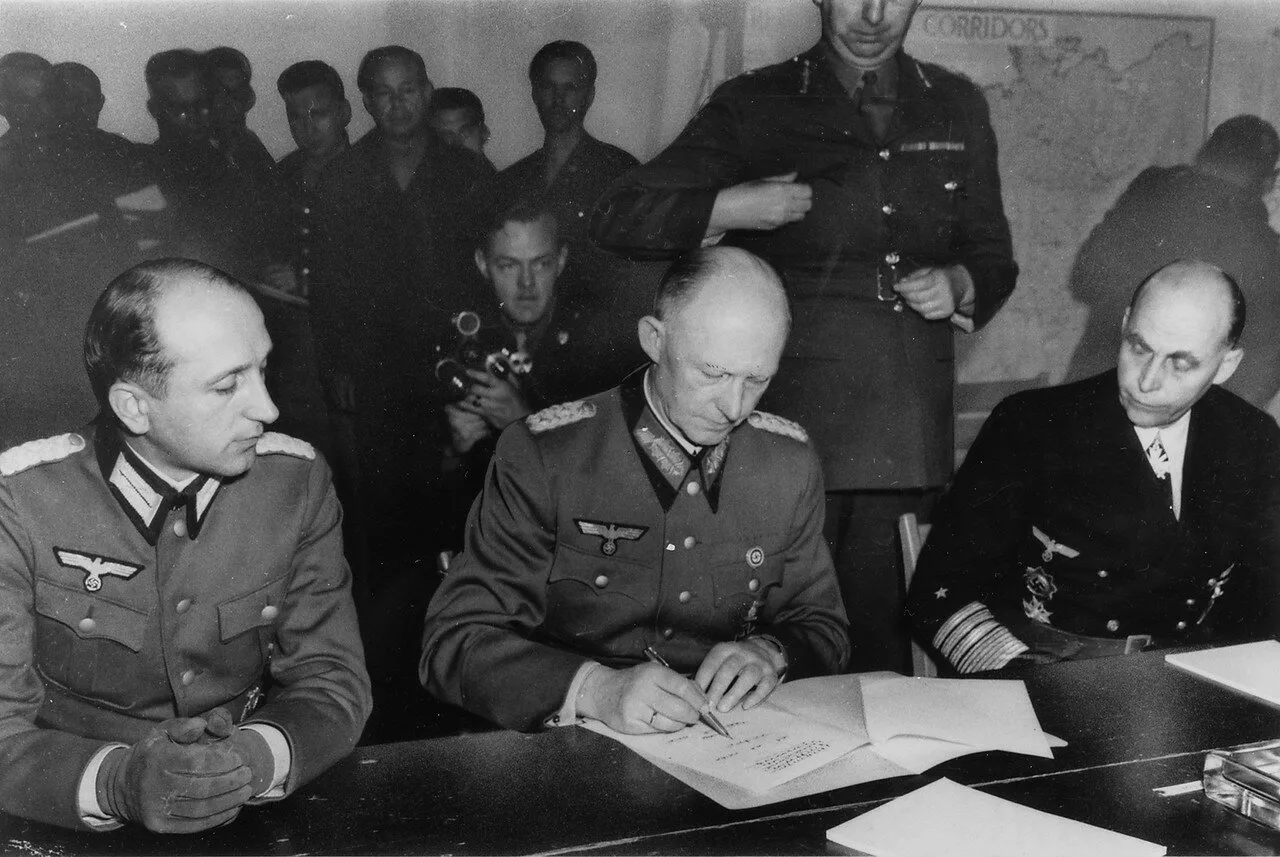
El general Alfred Jodl (entre el major Wilhelm Oxenius a l'esquerra i l'almirall general Hans-Georg von Friedeburg a la dreta) signant l'Acta de Rendició alemanya a Reims
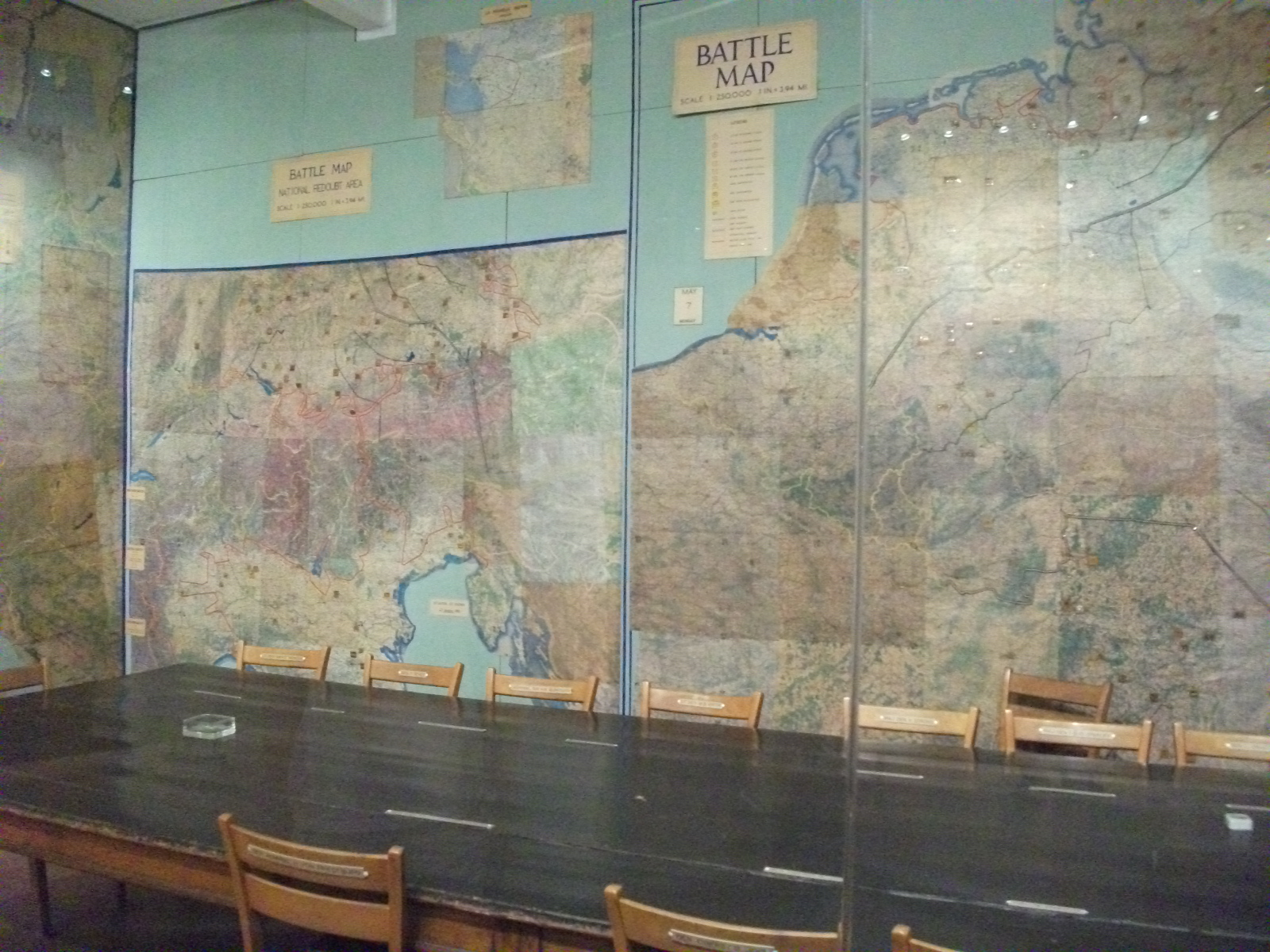
Museu de la Rendició de Reims

#### Text de l'Acta de capitulació del 7 de maig de 1945 a Reims
1. Els sota signants, actuant en nom de l'Alt Comandament Alemany, declarem per la present que oferim la rendició sense condició al Comandant Suprem de les Forces Expedicionàries Aliades i, simultàniament a l'Alt Comandament soviètic, de totes les forces de terra, mar i aire que es troben en aquesta data sota control alemany.
2. L'Alt Comandament alemany transmetrà immediatament a totes les autoritats militars navals i aèries alemanyes i a totes les autoritats militars sota control alemany l'ordre de deixar de prendre part a les operacions actives a les 23 hores 01 minuts de l'Europa Central el 8 de maig i de restar a les posicions que ocupin en aquell moment. Cap navili ni cap avió serà enfonsat ni se li farà cap mal al seu casc, a les seves màquines o al seu equip.
3. L'Alt Comandament Alemany adreçarà immediatament als comandants de les forces interessades totes les ordres donades pel Comandant suprem de les Forces Expedicionàries Aliades i per l'Alt Comandament soviètic, i s'assegurarà de la seva execució.
4. Aquesta acta de rendició militar s'entén sense prejudici del futur i serà substituït per un altre instrument general de rendició que serà imposat per o en nom de les Nacions Unides i serà aplicable a Alemanya i a les forces armades alemanyes en el seu conjunt.
5. En el cas que l'Alt Comandament alemany o de forces sota el seu control no actuessin d'acord aquest acte de rendició, el Comandament Suprem de les Forces Expedicionàries Aliades i l'Alt Comandament soviètic realitzaran les accions punitives o d'altres que considerin apropiades.

Signat a Reims França a les 2 hores 41, el 7 de maig de 1945.
En nom de l'Alt Comandament alemany
Signatura del general Jodl
En nom del Comandant Suprem de les Forces Expedicionàries Aliades
Signatura del general Bedell Smith
En nom de l'Alt Comandament soviètic
Signatura del general Susloparov
General, Exèrcit francès (Témoin)
Signatura del general Sevez

### La rendició a Berlín

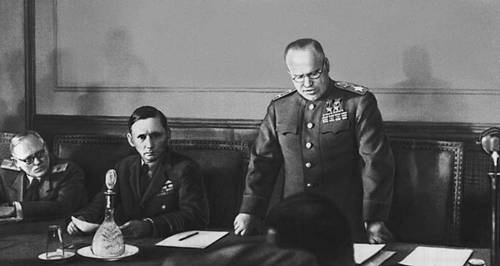
El Mariscal Gueorgui Júkov llegint la capitulació alemanya a Berlín. A la seva dreta seu el Mariscal en Cap de l'Aire Arthur Tedder.

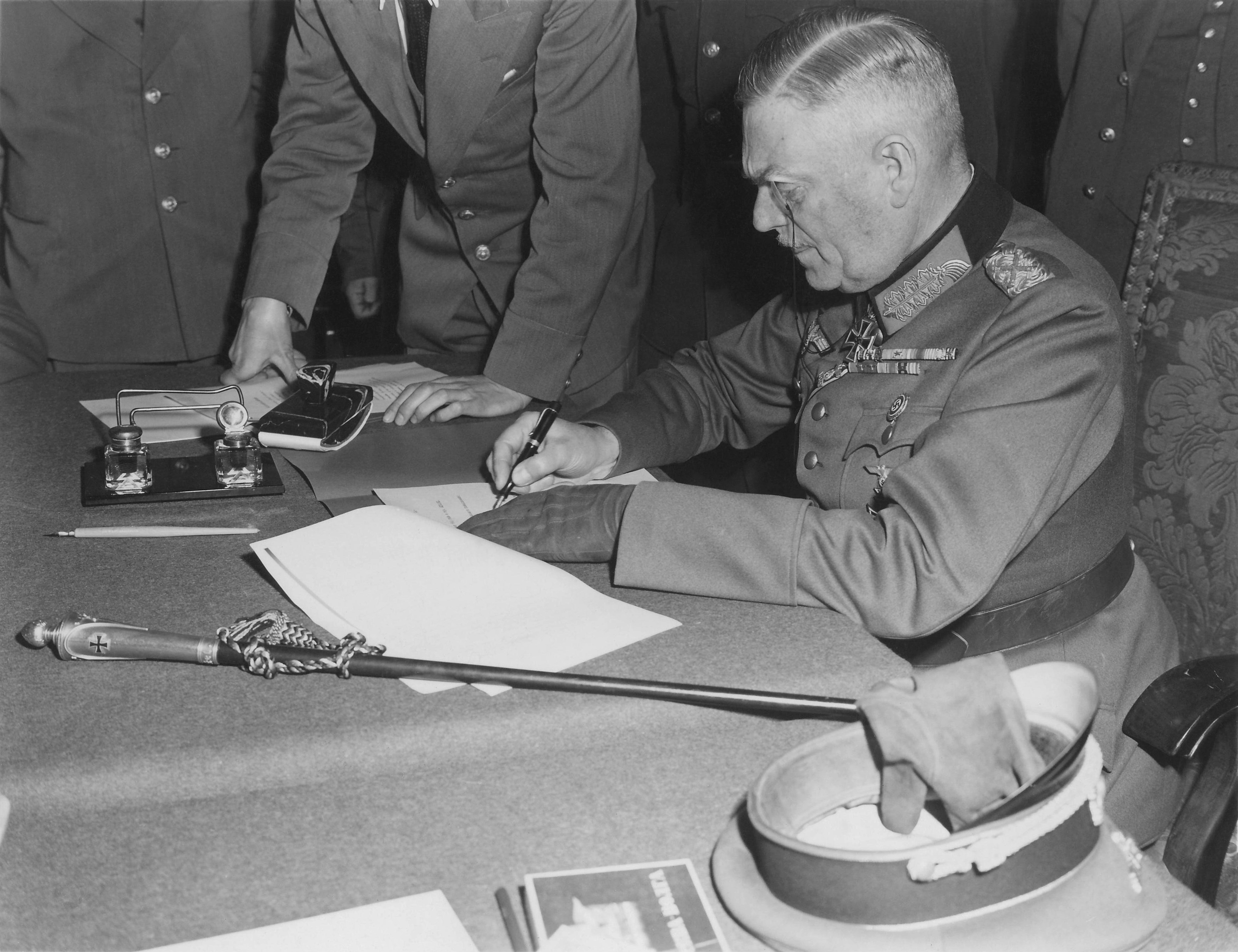
El Mariscal Wilhelm Keitel signant els termes de rendició per l'exèrcit alemany a Berlín.

Com que la cerimònia de Reims va ser realitzada pels Aliats occidentals sense l'acord del comandament soviètic, poc després que el representant soviètic signés el document, els soviètics anunciaren que el seu representant a Reims, general Susloparov, no tenia autoritat per signar aquell document. A més, es trobà que el document signat a Reims diferia de l'esborrany anteriorment preparat, que havia estat aprovat pels Tres Grans. A més la Wehrmacht es negà a rendir les armes i la lluita continuà a Txecoslovàquia; i una ràdio alemanya anuncià que els alemanys havien fet la pau amb els aliats Occidentals, però no amb els soviètics.
Els soviètics afirmaren que la rendició havia de ser en un fet únic i singular. També creien que no havia de celebrar-se a territori alliberat, que havia estat víctima de l'agressió alemanya, sinó que a la seu del govern des d'on sorgí l'agressió alemanya: Berlín. Els soviètics consideraven que el document signat a Reims havia de ser considerat com "un protocol preliminar de rendició", de manera que els aliats acordaren que se celebrés una altra cerimònia de rendició a Berlín.
A més, Stalin acusà a Eisenhower d'haver arribat a un acord amb els alemanys d'amagat dels soviètics, perquè els alemanys continuessin lluitant contra l'Exèrcit Roig. Diplomàticament, Eisenhower contestà a Stalin que el document signat a Reims especificava que els alemanys haurien de signar una rendició general posterior. També deia que estava personalment preparat per viatjar a Berlín per signar el document; tot i que finalment ho delegà en el mariscal en cap de l'Aire Sir Arthur Tedder.
Pel seu costat, el general Susloparov va ser cridat a Moscou per rebre el "càstig estricte" per la seva desobediència (un eufemisme estalinista per referir-se a la pena de mort). Abans que arribés a Moscou, els amics del general Susloparov intercediren davant totes les instàncies possibles intentant de Stalin deposés les seves intencions d'executar-lo. Afortunadament per a ell, Stalin li perdonà la vida per les accions a Reims, considerant la seva actuació durant la invasió alemanya de 1941 i els seus descàrrecs en dir que, si no hagués signat a Reims hagués quedat una Acta de Rendició sense la participació de la Unió Soviètica; a més que existia la promesa solemne que se signaria posteriorment una rendició general posterior que substituiria aquell document preliminar.
Així doncs, poc abans de la mitjanit del 8 de maig se signà una segona Acta de Rendició Militar a la seu de l'Administració Militar Soviètica a Berlín-Karlshorst.

#### Representants
- Unió Soviètica: Mariscal Gueorgui Júkov, en nom de l'Alt Comandament Suprem de l'Exèrcit Roig
- Regne Unit: Mariscal en Cap de l'Aire Arthur Tedder, com a Adjunt del Comandant Suprem de la Força Expedicionària Aliada
- França: General Jean de Lattre de Tassigny, comandant del Primer Exèrcit francès, actuant com a testimoni
- Estats Units: General Carl Spaatz, comandant de les Forces Aèries Estratègiques dels Estats Units, actuant com a testimoni
- Tercer Reich: Mariscal Wilhelm Keitel, com a cap de l'Estat Major General de les Forces Armades i com a representant de l'exèrcit
  - General admiral Hans-Georg von Friedeburg, com a comandant en cap de la marina
  - Coronel general Hans-Jürgen Stumpff, com a comandant en cap de la força aèria

#### Text de l'Acta de capitulació del 8 de maig de 1945 a Berlín
1. Nosaltres, sota signants, en nom de l'Alt Comandament Alemany, declarem per la present que oferim la rendició incondicional al Comandament Suprem de la Força Expedicionària Aliada i simultàniament a l'Alt Comandament Suprem de l'Exèrcit Roig, de totes les forces terrestres, navals i aèries que es troben sota control alemany.
2. L'Alt Comandament alemany transmetrà immediatament l'ordre a totes les autoritats militars, navals i aèries alemanyes i a totes les forces sota control alemany que cessin les seves operacions a les 23 hores 01 minuts d'Europa central el 8 de maig, que restin a les posicions que ocupin en aquell moment i que es desarmin completament, lliurant les seves armes i equip als comandants o als oficials aliats locals o designats pels representants dels Comandants Suprems Aliats. Cap vaixell, navili o avió no haurà de ser destruït, ni se'ls farà cap dany a la seva estructura, maquinària o equipament, així com a les màquines de tota mena, armament, aparells i tots els mitjans tècnics que permetessin seguir la guerra en general.
3. L'Alt Comandament alemany transmetrà immediatament als comandants interessats i assegurarà l'execució de totes les noves ordres publicades pel Comandament Suprem de la Força Expedicionària Aliada i per l'Alt Comandament Suprem de l'Exèrcit Roig.
4. Aquest acte de rendició militar s'entén sense prejudici del futur i serà substituït per totes les actes de rendició imposades per les Nacions Unides o en nom seu i aplicables per Alemanya i a les forces armades alemanyes completes.
5. En el cas que o bé l'Alt Comandament alemany o qualsevol força sota el seu control no actués d'acord aquesta acta de rendició, el Comandament Suprem de la Força Expedicionària Aliada i l'Alt Comandament Suprem de l'Exèrcit Roig realitzaran les accions punitives o d'altres que considerin apropiades.
6. El document present està redactat en anglès, en rus i en alemany. Només els textos en anglès i en rus són els oficials.

Signat a Berlín el 8 de maig de 1945.
Keitel 

von Friedeburg 

Stumpff

en nom de l'Alt Comandament alemany
A. W. Tedder

En nom del Comandant suprem de la Força Expedicionària Aliada
Gueorgui Júkov

En nom del Comandament Suprem de l'Exèrcit Roig
A la signatura estaven a més presents com a testimonis:
J. De Lattre de Tassigny,

General comandant en cap del Primer Exèrcit Francès
Carl Spaatz

General, comandant de les Forces Aèries Estratègiques dels Estats Units
| Announcement of the surrender of Germany                                               |
|                                                                                        |
| Public statement by Harry S. Truman on 8 May 1945 announcing the surrender of Germany. |
|                                                                                        |